# محافظة يتشون
محافظة يتشون ((هانغل: 예천군): يتشون غون) هي محافظة تقع في مقاطعة غيونغسانغ الشمالية، كوريا الجنوبية. وبلغ عدد سكانها 45,572 نسمة، سنة 2014.

## وصلات خارجية
- الموقع الإلكتروني لحكومة المحافظة (بالإنجليزية)